# Busovača
Busovača je općina u Središnjoj Bosni u Bosni i Hercegovini.

## Zemljopis
Na putu Travnik – Sarajevo smješten je gradić Busovača, u kojem je glasovito svetište sv. Ante Padovanskog. Grad je smješten na dvije rijeke, Kozici i Ivančici. Planine koje okružuju grad su Vranica, Busovačka planina i Hum. Busovača je poznata po izletištima Tisovac, Busovačke staje i Pridolci.

## Povijest
Busovača se prvi put spominje 1371. godine. Bila je u župi Lašvi. Ovdje je bio rudnik željeza.
Župa Busovača nastala je odvajanjem od Fojnice 1840. godine kao mjesna kapelanija i od tog vremena vodi matice. Župom je formalno proglašena 1872. godine. Ime mjesta se prvi put spominje godine 1371. godine.
Godine 1844. franjevci su kupili skromnu kuću za župnika, koju je on koristio do 1848, kada je izgrađen udobniji župni stan. Taj je bio u upotrebi do izgradnje novoga 1896. godine.
Sjedište župe, do pod konac osmanske vladavine, nalazilo se u mjestu Carica, odakle je preneseno u Busovaču. U župi je prvotno postojala drvena crkva posvećena Sv. Marku Evanđelistu. Godine 1881. – 1885. izgrađena je sada postojeća crkva, na čijem se zvoniku nalaze četiri zvona (dva nabavljena po dovršetku gradnje, a druga dva god. 1931.). Crkva je najprije bila posvećena Preobraženju Kristovu, a kasnije je kao glavni zaštitnik postao Sv. Anto Padovanski. Godine 1886. nad glavnim oltarom je postavljena slika Preobraženja Kristova, koju je darovalo Društvo bezgrešnog začeća Bl. Dj. Marije iz Beča. Sliku je godine 1881. naslikao slikar Freynberg (500 x 300 cm). Zidnim slikama crkvu je ukrasio Marko Antonini pod konac 19. ili početkom 20. stoljeća. Slike su tematski bile vezane za život Sv. Ante Padovanskoga. One nisu sačuvane. Dva sačuvana pobočna oltara (jedan je s kipom Sv. Ante) izradila je umjetnička tvrtka Ferdinanda Stuflessera iz Tirola. God. 1912. crkva je dobila orgulje (graditelj V. Holub). Sadašnje orgulje (24 registra) izgradio je Jenko 1981. godine ugradivši u njih svirale od prethodnih.
Crkva je godine 1974. obnovljena izvana, a sljedeće godine iznutra po projektu J. Crnkovića. Tada je postavljena nova oltarna mramorna menza. Godine 1980. za crkvu je naslikao postaje križnoga puta slikar Josip Bifel iz Zagreba. Od istog slikara izvedena su 1987. dva vitraila: Rođenje i Uskrsnuće. U crkvi su i tri vitraila Vladimira Blažanovića: Sveti Anto (1999.), Krštenje na Jordanu i Golgota (2000.)
U župi se nalazi podružna crkva u Kaćunima, izgrađena 1970. – 1971. po projektu Antuna Barača. Posvećena je Sv. Nikoli Taveliću. Sliku tog sveca izradio je Lj. Lah. Put križa naslikao je Vladimir Blažanović (2002.). U župi također ima 13 grobalja s kapelicama.
Postojeća župna kuća (izgr. 1896.) proširena je god. 1968, a temeljito renovirana 1972. – 1973. Godine 1986. kupljena je nova kuća, koje prizemlje služi za vjeronauk, a u ostalim su prostorijama sestre franjevke. Vjeronaučna dvorana izgrađena je početkom šezdesetih godina.
Župa Busovača imala je 1877. godine 1917 katolika, kojih se broj 1935. god. povećao na 4230. Početkom sedamdesetih godina 19. stoljeća franjevci su osnovali pučku školu, koja je u početku, dok nije izgrađena posebna školska zgrada, bila smještena u župnoj kući.
Župa Busovača imala je 1991. godine 8160 katolika (1974.: 7470). Danas župa ima 7752 vjernika. Župu tvore sljedeća naselja: Busovača, Bare, Bešići, Bojišće, Brdo, Bukovci, Buselji, Carica, Draga, Dusina, Gavrine kuće, Granice, Gusti grab, Javor, Jazvine, Kaćuni, Kaonik, Krčevine, Kula, Kupres, Lašva, Nezirovići, Oselište, Podjele, Polje, Putiš, Rasno, Rovna, Sajtovići, Skradno, Solakovići i Višnjica.
Područje Središnje Bosne obuhvaćeno je velikosrpskim teritorijalnim pretenzijama prema prema planu Krajina-92 Banjolučkog korpusa JNA. Po njemu su ciljali zauzeli Jajce, Bugojno, Travnik i Kotor Varoš te Usoru i Žepče radi spajanja Teslića i uporišta na Ozrenu. Srednjobosanske hrvatske snage u toj su najosjetljivijoj fazi rata bile ključne u zaustavljanju srpskih paravojnih snaga na Komaru, Mravinjcu i Vlašiću. Tada je muslimansko vodstvo u Sarajevu mimo Hrvata radilo na aranžmanu s tzv. JNA pokušavajući ju pretvoriti u nekakvu vojsku BiH. Od travnja 1992. godine pripadnici srpskih paravojnih snaga i tzv. JNA napadaju civilno pučanstvo Općine Travnika i ostale prostore Središnje Bosne. Zborno područje HVO Vitez na proljeće 1992. godine oslobodio je bez borbe vojarnu u Busovači i drugdje po Srednjoj Bosni (Travnik, Novi Travnik, Kiseljak, Vitez). Tek su za skladište oružja u Slimenima kod Travnika poduzeli oružanu akciju, pri čemu su poginula dvojica pripadnika HVO Vitez, a JNA je za osvetu iz zrakoplova raketirala Busovaču. Hrvati su uspostavili obranu. Travnička brigada HVO-a i pripadnici postrojbi Zbornog područja HVO-a Vitez uspostavili su obrambene crte na padinama Vlašića u dužini od 60 kilometara.
U selima kod Busovače nastanjena pretežno Srbima: Katićima i Podjelama muslimanske snage upale su 13. lipnja 1992. i počele pljačkati i paliti. Srbi u ovim selima još su u ožujku izrazili lojalnost HVO Busovača i predali sve oružje koje su dobili od JNA. Zbog toga je HVO poslao policiju da zaštiti te Srbe. Muslimanske snage su otvorile vatru na policijskom punktu HVO, ubili jednog policajca HVO i ranili trojicu. HVO je uzvratio i tom prilikom su poginula 3 pripadnika ABiH, a nekoliko ih je ranjeno.
Od 1993. u Busovači djeluje mjesna radiopostaja Radio Busovača. Godine 2008. Busovača je dobila multifunkcionalnu kinodvoranu u kojoj se prikazuju svi svjetski filmski, dokumentarni, europski i domaći filmovi, izvode amaterske kazališne predstave, javne tribine, prezentacije, seminari i dr.

## Stanovništvo

### Popisi 1971. – 1991.
| Stanovništvo općine Busovača |                |                |                |
| godina popisa                | 1991.          | 1981.          | 1971.          |
| Hrvati                       | 9093 (48,16 %) | 8088 (49,65 %) | 7646 (52,99 %) |
| Muslimani                    | 8451 (44,76 %) | 6875 (42,20 %) | 5896 (40,86 %) |
| Srbi                         | 623 (3,29 %)   | 625 (3,83 %)   | 735 (5,09 %)   |
| Jugoslaveni                  | 510 (2,70 %)   | 399 (2,44 %)   | 60 (0,41 %)    |
| ostali i nepoznato           | 202 (1,06 %)   | 302 (1,85 %)   | 91 (0,63 %)    |
| ukupno                       | 18.879         | 16.289         | 14.428         |

#### Busovača (naseljeno mjesto), nacionalni sastav
| Busovača           |                |                |                |
| godina popisa      | 1991.          | 1981.          | 1971.          |
| Hrvati             | 1760 (45,13 %) | 1327 (48,53 %) | 1189 (51,25 %) |
| Muslimani          | 1486 (38,11 %) | 1069 (39,10 %) | 933 (40,21 %)  |
| Srbi               | 153 (3,92 %)   | 125 (4,57 %)   | 119 (5,12 %)   |
| Jugoslaveni        | 376 (9,64 %)   | 172 (6,29 %)   | 45 (1,93 %)    |
| ostali i nepoznato | 124 (3,18 %)   | 41 (1,49 %)    | 34 (1,46 %)    |
| ukupno             | 3899           | 2734           | 2320           |

### Popis 2013.
| Stanovništvo općine Busovača |                |
| godina popisa                | 2013.          |
| Hrvati                       | 8873 (49,54 %) |
| Bošnjaci                     | 8861 (48,47 %) |
| Srbi                         | 205 (1,14 %)   |
| ostali i nepoznato           | 151 (0,84 %)   |
| ukupno                       | 17.910         |

| Busovača – naseljeno mjesto |                |
| godina popisa               | 2013.          |
| Hrvati                      | 2558 (65,69 %) |
| Bošnjaci                    | 1160 (29,79 %) |
| Srbi                        | 113 (2,90 %)   |
| ostali i nepoznato          | 63 (1,62 %)    |
| ukupno                      | 3894           |

## Naseljena mjesta
Općinu Busovača sačinjavaju sljedeća naseljena mjesta:
Bare, 
Bukovci, 
Buselji, 
Busovača, 
Carica, 
Dobraljevo, 
Dolac, 
Donja Rovna, 
Gornja Rovna, 
Grablje, 
Granice, 
Gusti Grab, 
Hozanovići, 
Hrasno, 
Javor, 
Jazvine, 
Jelinak, 
Kaćuni, 
Kaonik, 
Katići, 
Kovačevac, 
Krčevine, 
Krvavičići, 
Kula, 
Kupres, 
Lončari, 
Mehurići, 
Merdani, 
Mihaljevići, 
Milavice, 
Nezirovići, 
Očehnići, 
Oselište, 
Podbare, 
Podjele, 
Podstijena, 
Polje, 
Prosje, 
Putiš, 
Ravan, 
Skradno, 
Solakovići, 
Strane, 
Stubica, 
Šudine, 
Turići i 
Zarače.

## Uprava i politika
Nositelj izvršne vlasti je načelnik. Trenutačni načelnik općine Busovača je Asim Mekić iz Stranke demokratske akcije. Legislativni organ u općini je Općinsko vijeće koje ima 25 zastupnika.

### Politika
Na lokalnim izborima za Općinsko vijeće SDA osvojila je 11 mandata s 40,5 % glasova. Druga stranka s najviše osvojenih mandata je HDZ BiH s 9 osvojenih mandata, odnosno 34,2 % glasova. SDP BiH i Hrvatska demokratska zajednica 1990 osvojile su po dva mandata, s tim da je SDP imao 8,4 %, a HDZ 1990 8,2 % glasova.
Na izborima za načelnika pobijedio je Asim Mekić iz SDA s 53,9 % glasova, dok je njegov protukandidat Mladenko Čavara iz HDZ-a BiH osvojio 46,1 % glasova.
|         | stranka  | broj zastupnika | broj zastupnika | broj zastupnika | broj zastupnika | trenutni broj zastupnika | trenutni broj zastupnika | trenutni broj zastupnika | trenutni broj zastupnika | trenutni broj zastupnika | trenutni broj zastupnika | trenutni broj zastupnika | trenutni broj zastupnika | trenutni broj zastupnika | trenutni broj zastupnika | trenutni broj zastupnika |
| 2000.   | stranka  | 2004.           | 2008.           | 2012.           |                 | trenutni broj zastupnika | trenutni broj zastupnika | trenutni broj zastupnika | trenutni broj zastupnika | trenutni broj zastupnika | trenutni broj zastupnika | trenutni broj zastupnika | trenutni broj zastupnika | trenutni broj zastupnika | trenutni broj zastupnika | trenutni broj zastupnika |
| ------- | -------- | --------------- | --------------- | --------------- | --------------- | ------------------------ | ------------------------ | ------------------------ | ------------------------ | ------------------------ | ------------------------ | ------------------------ | ------------------------ | ------------------------ | ------------------------ | ------------------------ |
|         | SDA      | 5 / 25          | 7 / 25          | 11 / 25         | 11 / 25         |                          |                          |                          |                          |                          |                          |                          |                          |                          |                          |                          |
|         | HDZ BiH  | 10 / 25         | 12 / 25         | 9 / 25          | 9 / 25          |                          |                          |                          |                          |                          |                          |                          |                          |                          |                          |                          |
|         | HDZ 1990 |                 |                 | 2 / 25          | 2 / 25          |                          |                          |                          |                          |                          |                          |                          |                          |                          |                          |                          |
|         | SDP BiH  | 7 / 25          | 3 / 25          | 2 / 25          | 2 / 25          |                          |                          |                          |                          |                          |                          |                          |                          |                          |                          |                          |
|         | SBB BiH  |                 |                 |                 | 1 / 25          |                          |                          |                          |                          |                          |                          |                          |                          |                          |                          |                          |
| Izvori: |          |                 |                 |                 |                 |                          |                          |                          |                          |                          |                          |                          |                          |                          |                          |                          |

## Poznate osobe
- Mirko Majdandžić, franjevac
- Marko Alaupović, teolog
- Marinko Čavara, predsjednik FBiH

## Spomenici i znamenitosti
Iako relativno mali grad Busovača ima mnogo spomenika koji su od vrlo velike povijesne i kulturne važnosti. U Busovači i dan danas ponosno stoje stećci koji datiraju iz predosmanskog doba, a nalaze se na lokalitetu sela Ravan, na putu prema izletištu Tisovac.
U gradskom parku grada Busovače, nalazi se spomenik poginulim antifašistima iz Drugog svjetskog rata, dok na lokalitetu malog parka stoji fontana-spomenik u spomen na 600. obljetnicu administrativnog postojanja grada.
Ispred Mješovite srednje škole "Busovača" postavljen je 9. lipnja 2012. spomenik u spomen na poginulu djecu te općine. Stihove za spomenik napisala je mlada pjesnikinja Gloria Lujanović, studentica politologije iz Novog Travnika. Gloria i jedan učenik su otkrili spomenik. Zbog nepoznatog razloga nisu stavljeni pjesnikinjini inicijali.

## Obrazovanje
- Dječji vrtić Kruha sv. Ante

## Mediji
- Radio Busovača[5]

## Kultura
- Kino Theatre[6]

## Šport
- NK Busovača
- Klub borilačkih vještina Sensei-Busovača
- KK Busovača[15]
- OK Busovača
- Karate klub "Napredak" Busovača
- NK Tisovac Busovača, bivši nogometni klub

Od 1994. održava se Uskrsni malonogometni turnir Busovača.

## Vanjske poveznice
- Službena stranica općine
- Radio Busovača
- Župa sv. Ante Padovanskog Busovača  Arhivirana inačica izvorne stranice od 22. travnja 2016. (Wayback Machine)
- Busovaca.net
- Grad Busovača Portal